# Annie Perreault
Annie Perreault (Windsor, 28 juli 1971) is een Canadees voormalig shorttrackster. Haar zus Maryse was ook topshorttrackster.

## Carrière
Bij het shorttrack op de Olympische Winterspelen 1992 in Albertville won Perrault goud op de 3000 meter relay met het Canadese damesteam. Tijdens het shorttrack op de Olympische Winterspelen 1998 in Nagano won ze brons op de relay en individueel goud op de 500 meter.
Haar beste prestatie op een individueel wereldkampioenschap was de tweede plaats in 1986 in Chamonix. Ze won daarnaast ook nog enkele keren de wereldtitel op de relay.
1992: Cathy Turner ·
1994: Cathy Turner ·
1998: Annie Perreault ·
2002: Yang Yang (A) ·
2006: Wang Meng ·
2010: Wang Meng ·
2014: Li Jianrou ·
2018: Arianna Fontana ·
2022: Arianna Fontana
1992: Cutrone, Daigle, Lambert, Perreault ·
1994: Chun, Kim S.-h., Kim Y.-m., Won ·
1998: An, Chun, Kim, Won ·
2002: Choi E.-k., Choi M.-k., Joo, Park ·
2006: Byun, Choi, Jeon, Jin, Kang ·
2010: Sun, Wang, Zhang, Zhou ·
2014: Cho, Kim, Kong, Park, Shim ·
2018: Choi, Kim A.-l., Kim Y.-j., Lee, Shim ·
2022: Van Kerkhof, Poutsma, Schulting, Velzeboer